# Cruxeiras (Ames)
Cruxeiras es una aldea española situada en la parroquia de Ames, del municipio de Ames, en la provincia de La Coruña, Galicia.

## Demografía
| Gráfica de evolución demográfica de Cruxeiras entre 2000 y 2022 |
|                                                                 |
| Datos según el nomenclátor publicado por el INE.                |